# Bhokarhedi
Bhokarhedi is een nagar panchayat (plaats) in het district Muzaffarnagar van de Indiase staat Uttar Pradesh.

## Demografie
Volgens de Indiase volkstelling van 2001 wonen er 15.973 mensen in Bhokarhedi, waarvan 54% mannelijk en 46% vrouwelijk is. De plaats heeft een alfabetiseringsgraad van 51%.